# Chaîne Columbia
La chaîne Columbia (anglais : Columbia Mountains) est un groupe de plusieurs massifs montagneux principalement situé dans le sud-est de la Colombie-Britannique au Canada et se prolongeant aux États-Unis, dans le nord des États du Montana, de l'Idaho et de Washington.

## Géographie
La chaîne Columbia renferme trois chaînes parallèles aux arêtes pointues et situées sur un axe globalement nord-sud : la chaîne Purcell (Purcell Mountains, sommet : mont Farnham, 3 493 mètres), la chaîne Selkirk (Selkirk Mountains, sommet : mont Sir Sandford, 3 519 mètres) et la chaîne Monashee (Monashee Mountains, sommet : Torii Mountain, 3 429 mètres), ainsi qu'une quatrième chaîne plus au nord : la chaîne Cariboo (Cariboo Mountains, sommet : mont Sir Wilfrid Laurier, 3 516 mètres).
Les trois premières chaînes sont séparées par le sillon des Rocheuses, une vallée longue et étroite qui abrite le lac Kootenay et le fleuve Columbia. Les roches composant ces montagnes sont surtout sédimentaires, intrusives et fortement minéralisées. Elles datent du Crétacé, du Trias et du Jurassique. La chaîne Cariboo, bordée par le Fraser, est située au nord-ouest de la rivière Thompson. Elles sont formées de roches sédimentaires remontant au Protérozoïque.

## Géologie
Contrairement aux montagnes Rocheuses, composées en majorité de roches sédimentaires, la chaîne Columbia est quant à elle formée de roches métamorphiques. Le début de son orogenèse remonte à 180 millions d'années. La chaîne a été formée par l'accrétion le long de la plaque nord-américaine de terranes qui ont créé les chaînes Omineca, des Cassiars et Columbia. Elles sont plus vieilles que les Rocheuses canadiennes, formées par un chevauchement qui s'est produit il y a environ 100 millions d'années.